# Nataša Pirc Musar
Nataša Pirc Musar, née Nataša Pirc le 9 mai 1968 à Ljubljana, est une avocate, journaliste et femme d'État slovène, présidente de la république de Slovénie depuis le 23 décembre 2022.

## Biographie

### Vie privée
Nataša Pirc est mariée à l'homme d'affaires Aleš Musar, avec qui elle a un fils.

### Formation
Diplômée en droit de l'université de Ljubljana (1992), Nataša Pirc Musar est admise au barreau en 1997. Elle se lance dans une carrière de journaliste audiovisuelle, d'abord à la télévision publique Radiotelevizija Slovenija, où elle présente le journal télévisé, puis sur la chaîne privée POP TV. Elle obtient un doctorat de l'université de Vienne avec une thèse portant sur l'équilibre entre la vie privée et la liberté de l'information.

### Carrière professionnelle
En 2003, Nataša Pirc Musar rejoint la Cour suprême de Slovénie en tant que directrice du Centre pour l'éducation et l'information. De 2004 à 2014, elle est commissaire pour l'accès à l'information publique et cumule ce poste avec celui de présidente de l'Autorité commune de contrôle d'Europol de 2012 à 2014. À la fin de ces mandats, elle fonde son propre cabinet d'avocats, auquel se joint Rosana Lemut Strle en 2016. Le cabinet Pirc Musar & Lemut Strle, qui a pour clients Melania Trump (épouse du président des États-Unis Donald Trump, d'origine slovène), le parti des Sociaux-démocrates ou encore l'ambassadeur slovène aux États-Unis, Stanislav Vidovič, se spécialise dans les questions de vie privée.

### Élection présidentielle de 2022
En juin 2022, Nataša Pirc Musar annonce sa candidature à l'élection présidentielle qui doit se tenir à l'automne. Indépendante des partis politiques, se définissant comme « libérale », elle est soutenue par les anciens présidents Milan Kučan et Danilo Türk, ainsi que par le Parti pirate.
À l'issue du premier tour, le 23 octobre 2022, elle est créditée de 27 % des voix, contre 34 % à son rival conservateur, l'ancien ministre des Affaires étrangères Anže Logar.
Elle recueille près de 54 % des voix au second tour, le 13 novembre, et est élue présidente de la république de Slovénie. Elle est la première femme élue à cette fonction dans l'histoire du pays.

### Présidente de la République
Nataša Pirc Musar prête serment le 22 décembre 2022 et est investie présidente de la république de Slovénie le lendemain, succédant à Borut Pahor et devenant la première femme à occuper cette fonction.